# Nashville (Ohio)
Nashville és una població dels Estats Units a l'estat d'Ohio. Segons el cens del 2000 tenia 172 habitants.

## Demografia
Segons el cens del 2000, Nashville tenia 172 habitants, 68 habitatges, i 45 famílies. La densitat de població era de 948,7 habitants/km².
Dels 68 habitatges en un 32,4% hi vivien nens de menys de 18 anys, en un 52,9% hi vivien parelles casades, en un 5,9% dones solteres, i en un 32,4% no eren unitats familiars. En el 30,9% dels habitatges hi vivien persones soles l'11,8% de les quals corresponia a persones de 65 anys o més que vivien soles. El nombre mitjà de persones vivint en cada habitatge era de 2,53 i el nombre mitjà de persones que vivien en cada família era de 3,2.
Per edats la població es repartia de la següent manera: un 26,2% tenia menys de 18 anys, un 11,6% entre 18 i 24, un 24,4% entre 25 i 44, un 24,4% de 45 a 60 i un 13,4% 65 anys o més.
L'edat mediana era de 35 anys. Per cada 100 dones de 18 o més anys hi havia 108,2 homes.
La renda mediana per habitatge era de 34.375 $ i la renda mediana per família de 40.000 $. Els homes tenien una renda mediana de 24.306 $ mentre que les dones 22.813 $. La renda per capita de la població era de 16.068 $. Aproximadament el 4,5% de les famílies i l'11,2% de la població estaven per davall del llindar de pobresa.

## Poblacions més properes
El següent diagrama mostra les poblacions més properes.